# Ivanka Christovová
Ivanka Christovová (19. listopadu 1941 Pravec, Bulharsko – 24. února 2022) byla bulharská atletka, olympijská vítězka ve vrhu koulí.

## Sportovní kariéra
V letech 1967 a 1969 získala stříbrnou medaili na Evropských halových hrách. V olympijské soutěži koulařek v Mexiku skončila šestá, o čtyři roky v Mnichově vybojovala bronzovou olympijskou medaili. Na halovém mistrovství Evropy v roce 1975 získala také bronzovou medaili. O rok později se nejdříve stala halovou mistryní Evropy ve vrhu koulí a v létě 1976 zvítězila v soutěži koulařek na olympiádě v Montrealu.
Těsně před olympiádou, ve dnech 3. a 4. července 1976, zlepšila světový rekord ve vrhu koulí nejdříve na 21,87 m a poté na 21,89 metrů. Posledně uvedený výkon je také jejím osobním rekordem a stále platným rekordem Bulharska.